# Herbe de la Saint-Jean
L'herbe de la Saint-Jean est un nom vernaculaire désignant un groupe de plantes ayant comme point commun d'être récoltées en fleur à la Saint-jean, vers le 24 juin et passée dans la fumée du feu de la Saint-Jean. Le terme peut également désigner le Millepertuis perforé seul (Rolland dit d'elle que récoltée la nuit de la Saint-Jean, « elle préserve des maladies et de la sorcellerie » ; ses sommités étaient utilisées contre les catarrhes bronchiques et comme vermifuge).
Les herbes de la Saint-Jean comprenaient un certain nombre (au moins sept) de plantes de familles variées, dont on a pensé, au moins jusqu'au XIXe siècle, dans certains pays d'Europe, qu'en les cueillant le matin ou le soir du solstice d'été et en les passant dans la fumée du feu de la Saint-Jean, elles acquéraient magiquement des vertus protectrices contre les mauvais sorts, le mauvais temps, les sorciers ou sorcières,.

## Les herbes de la Saint-Jean

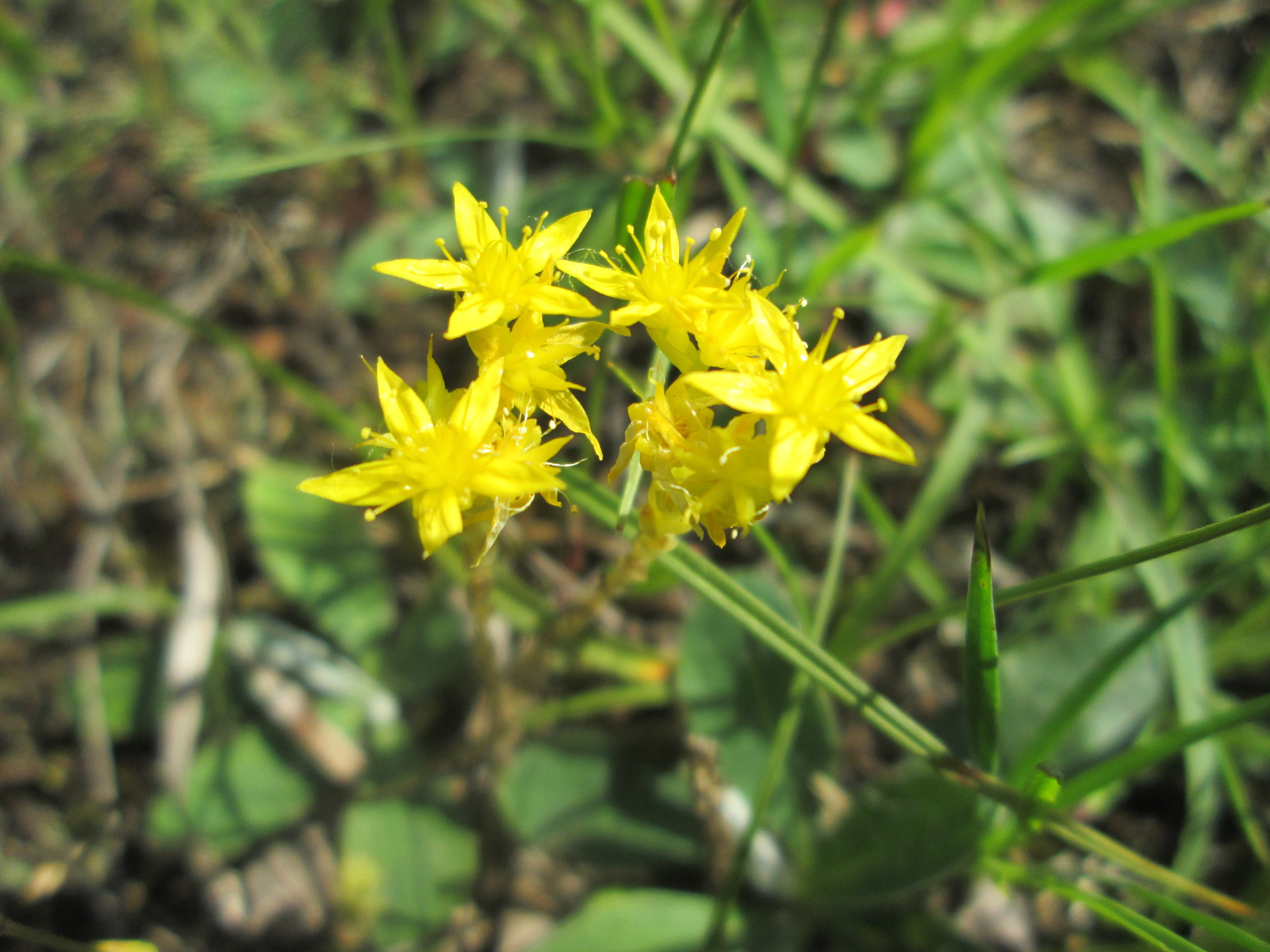
Orpin acre (Sedum acre), l'une des plus petites des herbes de la Saint-Jean, dont la fleur peut, en juin, évoquer un petit soleil.

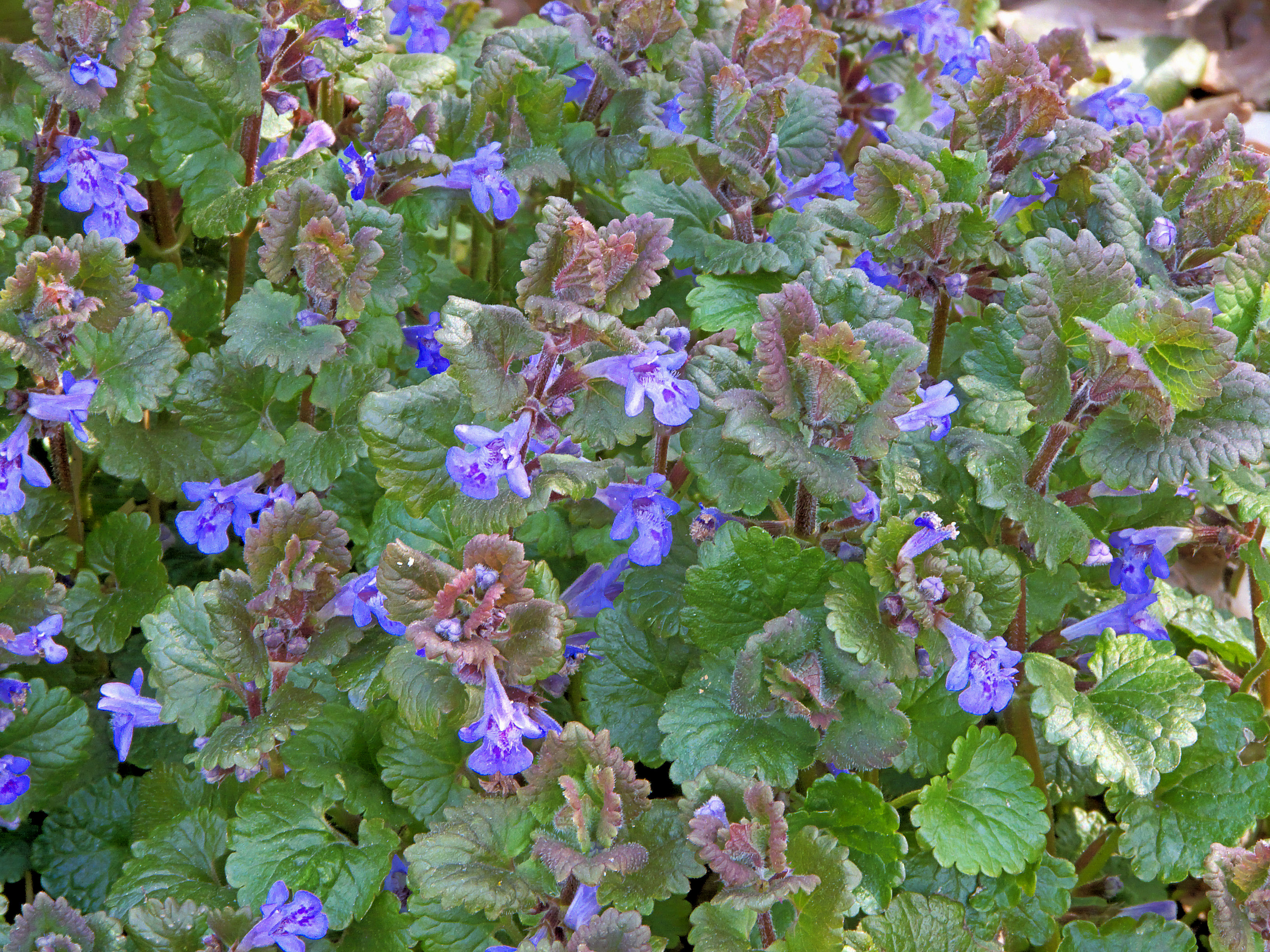
Le lierre terrestre (Glechoma hederacea), l'une des autres herbes de Saint-Jean.

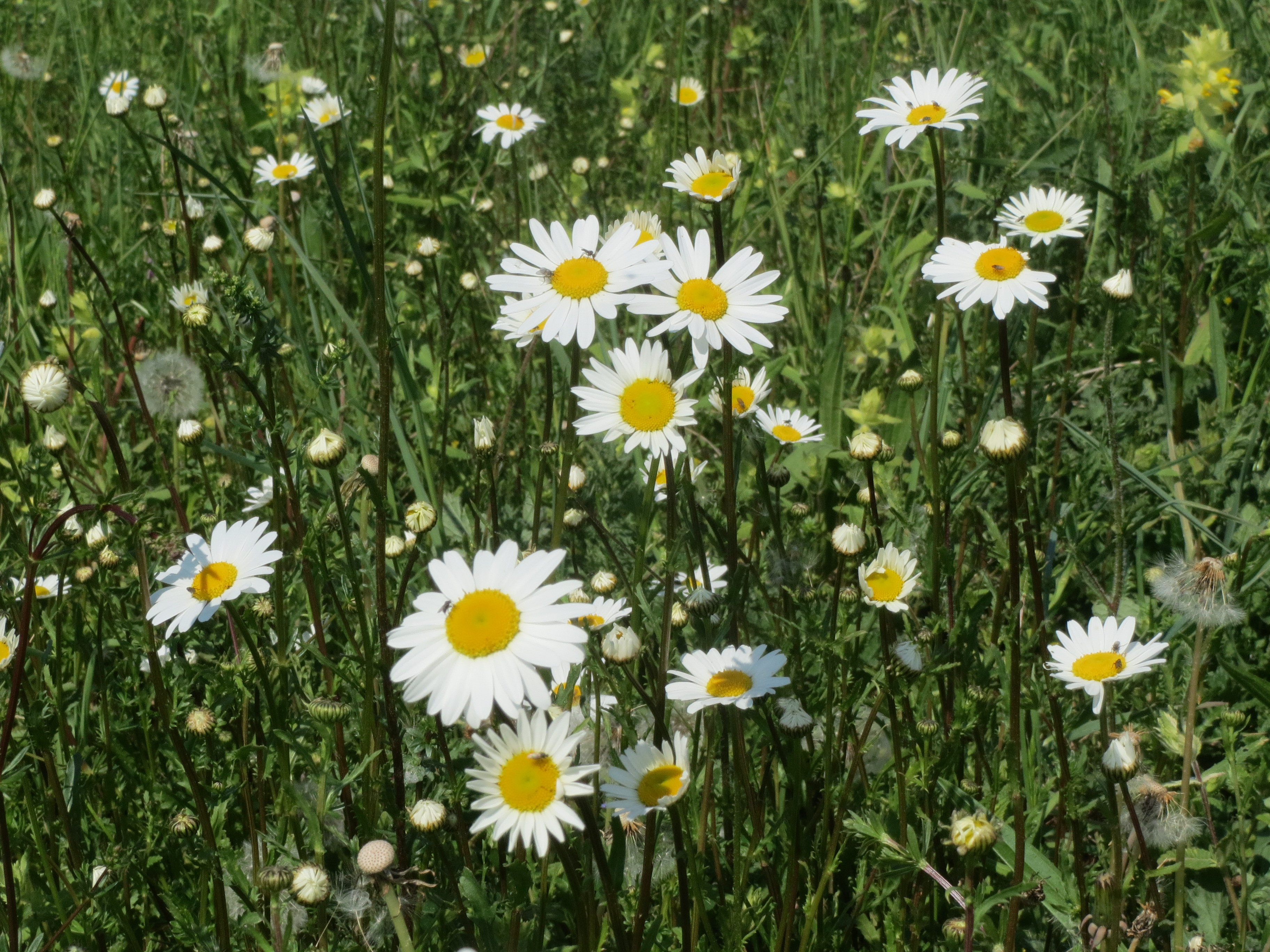
Grande Marguerite (Leucanthemum vulgare).

Elles pouvaient comprendre (avec des variantes régionales ou selon les époques) :
- le Lierre terrestre (Glechoma hederacea) aussi dit « Courroie de Saint-jean », notamment utilisé contre les rhumatismes[2] ;
- l'Achillée millefeuille (Achillea millefolium) ou Herbe de Saint-Joseph, Herbe à dinde, Herbe au charpentier, aux cochers, aux militaires, Herbe aux coupures, Saigne-nez, Sourcil de Vénus ;
- la Coronille bigarrée (Securigera varia) ;
- l'Orpin acre, (Sedum acre)[2], dont la fleur jaune peut évoquer un petit soleil ;
- l'Orpin reprise, (Hylotelephium telephium)[2] ;
- le Sédum remarquable (Hylotelephium spectabile)[2], qui fleurit pourtant plus tard ;
- le Séneçon de Jacob (Jacobaea vulgaris ou autrefois Senecio Jacobaea) et dit Herbo de Sen-Jan dans le Languedoc[1] ;
- l'Aneth fenouil (Anethum foeniculoides Maire & Wilczek) et/ou
- le Fenouil odorant ou batard (Anethum graveolens) avec lequel il était souvent confondu. À condition d'avoir été cueillie la veille, le matin ou la nuit du 24 juin, et passée dans la fumée d'un feu de la Saint-Jean, ces deux plantes était supposées repousser les sorciers, mauvais sorts et autres sorcelleries une fois introduite dans les serrures, ou glissé entre les lames d'une plancher, caché dans l'étable, tressé en forme de croix, etc[2]. ;
- La Verveine officinale (utilisée contre les rhumatisme)[2] ;
- la Menthe poivrée[5]
- La Grande marguerite ou Marguerite commune (Leucanthemum vulgare)[2]
- Bouillon blanc (dans le Poitou passé au-dessus du feu avec un rameau de noyer ensuite fixés sur la porte de l'étable)[6]
- l'Armoise commune ou herbe aux cent goûts, herbe de la Saint-Jean anique, armoise citronnelle, artémise, herbe royale, remise (Artemisia vulgaris). Selon Rolland, cueillie à la St Jean et tressée en couronne, elle protégera la maison de la foudre et des voleurs[2].

## Histoire et traditions
Au moins jusqu'au XIXe siècle dans certaines régions et divers pays d’Europe, on croyait que cueillir ces simples dites « herbes de la Saint-Jean », la veille, le matin ou le soir du solstice d'été augmentait magiquement leur vertus protectrice,.
« Comme au jour de la Saint-Jean, en raison de l'allégresse générale, de nombreux actes de piété sont accomplis par les fidèles, notamment la sonnerie des cloches et les Jeux de joie (ignés jucunditatis) ; de même, ils sortent de grand matin pour cueillir des herbes odoriférantes et excellentes et salutaires par leur nature et la plénitude de leurs vertus suivant la saison… Les uns allument des feux aux points de croisement des chemins, dans les champs, pour empêcher que les sorcières et magiciennes n'y passent pendant cette nuit ; d'autres, comme je l'ai vu de mes propres yeux, brûlent les herbes cueillies le jour de la Saint-Jean, contre la foudre, le tonnerre, les orages, et croient écarter par leurs fumigations les démons et les tempêtes »,.
Les herbes de la Saint-Jean prenait aussi une valeur médicinale, propre à favoriser la fécondité féminine. Ainsi, selon Laurent Joubert (1579), cité par E.H Guitard dans la Revue d'histoire de la pharmacie : « Le vulgaire ignorant ha opinion que les fames ne sont stériles, sinon pour une occasion, qui est la froideur de leur matrice. Dont pour devenir grosses, elles se bagnent et rebagnent, souvant, de certaine décoccion de toutes herbes chaudes, qu'elles peuvent recouvrer : et sont pour la plupart, celles de la S. Jan, dont les bonnes fames se ceignent aussi les reins à ce jour-là, desdistes herbes, comme ayans propriété de les randre ou antretenir fécondes, mesme étant mises par-dessus la robbe ».
Au XIXe siècle, parfois des rameaux de châtaignier ou de noyer étaient substitués aux herbes. Une fois passé au-dessus du feu, ils étaient considérés par certains chrétiens comme bénits. Ils étaient alors conservés « pieusement dans leurs demeures comme une sauvegarde contre les dangers d'épidémie ou de maladie pour eux, pour leur famille et leurs troupeaux ».